# Гленда Фаррелл
Гленда Фаррелл (англ. Glenda Farrell; 30 червня 1904 — 1 травня 1971) — американська акторка, володарка премії «Еммі».

## Біографія
Гленда Фаррелл народилася в Оклахомі 30 червня 1904 року в родині Вілгельміни і Чарльза Фаррелла. 
Акторську кар'єру почала в 7 років на театральній сцені, де зіграла маленьку Еву в постановці «Хатина дядька Тома». Роки потому Гленда кинула навчання і вирушила в турне з однією з театральних компаній, а незабаром дебютувала на Бродвеї.
У 1921 році Фаррелл одружилася зі сценаристом Томасом Річардсом. Народила сина Томмі Фаррелла, який теж став актором. Шлюб розпався в 1929 році, а в 1941 Фаррелл пошлюбила доктора Генрі Росса, з яким залишилася до кінця життя.

## Кінокар'єра
Фаррелл почала кар'єру в Голлівуді в кінці ери німого кіно, в червні 1930 року підписавши контракт з кінокомпанією «First National Pictures». Дебютувала в кіно через рік у картині «Маленький Цезар». Незабаром підписала контракт з «Warner Bros.» і в наступні кілька років з'явилася в понад 20 фільмах кіностудії. Гленда Фаррелл, поряд з Джоан Блонделл, з якою вона часто знімалася, стала однією з перших кіноакторок на зорі звукового кіно, які втілили на екранах образ запаморочливої блондинки.
У 1930-х Фаррелл з'явилася в таких фільмах, як «Леді на день» (1933), «Таємниця музею воскових фігур» (1933), «Велике потрясіння» (1934), «Золотошукачі 1935 го» (1935), «Золотошукачі 1937 го» (1936), «Готель „Голлівуд“» (1937) і багатьох інших. Гленда Фаррелл стала однією з найбільш плідних акторок «Warner Bros.», закріпивши за собою успіх серією фільмів про репортерку Торч Блейн, яку вона втілила в семи фільмах. Після Фаррелл цю роль виконували Лолі Лейн, а потім Джейн Вайман, які лише раз з'явилися в цьому образі на екранах. Після завершення контракту з «Warner Bros.» в 1939 році Фаррелл знову повернулася на театральну сцену, де могла більшою мірою розкритися і проявити свою індивідуальність.
У 1940-х роках популярність і кінокар'єра Фаррелл і пішли на спад. У наступні роки вона з'явилася всього в кількох фільмах, серед яких «Дівчина в рожевій сукні» (1955) і «Кузени, що цілуються» (1964), а більшою мірою знімалася на телебаченні, де в 1963 році отримала премію «Еммі» за роль в телесеріалі «Бен Кейсі».
У 1969 році Фаррелл діагностоувалм рак легені, але попри це вона ще протягом року продовжувала грати на Бродвеї, поки в листопаді 1970 не була змушена назавжди розпрощатися з акторською кар'єрою. 
Гленда Фаррелл померла 1 травня 1971 року у віці 66 років у своєму будинку в Нью-Йорку. Її чоловік Генрі Росс помер у 1991 році і був похований поруч з нею.
За свій внесок в кіноіндустрію Гленда Фаррелл удостоєна зірки на Голлівудській алеї слави.

## Вибрана фільмографія
- 1930 — Маленький Цезар
- 1932 — Я — втікач-каторжанин
- 1941 — Джонні Ігер